# Le Témoin imprévu
Pour plus de détails, voir Fiche technique et Distribution.
Le Témoin imprévu (titre original : Evelyn Prentice) est un film américain réalisé par William K. Howard, sorti en 1934.

## Synopsis
John Prentice est un district Attorney de grande renommée. Il est marié à Evelyn et est père d'une petite fille. John délaisse toutefois sa femme, vivant une relation adultère avec une de ses clientes Nancy Harrisson. Evelyn, se sentant seule, fait la connaissance par l'intermédiaire d'une amie d'un poète nommé Lawrence Kennard qui lui offre un de ses ouvrages. Charmée par l'homme qui lui fait des avances, Evelyn Prentice échange une série de lettres avec lui et commence une liaison avec lui, ignorant qu'il est un escroc. Au plus fort de sa liaison adultère avec le faux poète qui veut aller plus loin avec elle, Evelyn se sentant coupable décide de mettre un terme à leur relation. Lawrence Kennard va tenter de faire chanter Evelyn par le biais des lettres qu'il a conservées. Tentant de les récupérer, Evelyn tue son amant d'un coup de révolver. Une autre femme est accusée du meurtre. S'ensuit un procès qui sera mené par John, ignorant que le crime a été commis par sa propre femme. 

## Fiche technique
- Titre : Le Témoin imprévu
- Titre original : Evelyn Prentice
- Réalisation : William K. Howard
- Scénario : Lenore J. Coffee (en) et Howard Emmett Rogers (adaptation) non crédité d'après un roman de W.E. Woodward
- Production : John W. Considine Jr.
- Société de production : Cosmopolitan Productions et MGM
- Société de distribution : MGM
- Musique : R.H. Bassett (non crédité)
- Photographie : Charles G. Clarke
- Montage : Frank E. Hull
- Direction artistique : Cedric Gibbons
- Costumes : Dolly Tree
- Pays de production : États-Unis
- Format : Noir et blanc - Son : Mono (Western Electric Sound System)
- Genre : Drame policier
- Durée : 79 minutes
- Date de sortie :
  - États-Unis : 9 novembre 1934

## Distribution
- William Powell : John Prentice
- Myrna Loy : Evelyn Prentice
- Una Merkel : Amy Drexel
- Rosalind Russell : Mme Nancy Harrison
- Isabel Jewell : Judith Wilson
- Harvey Stephens : Lawrence Kennard
- Edward Brophy : Eddie Delaney
- Henry Wadsworth : Chester Wylie
- Cora Sue Collins (en) : Dorothy Prentice
- Frank Conroy : District Attorney Farley
- Jessie Ralph : Mme Blake

## Analyse du film
- Le code Hays étant appliqué au début des années 1930, le thème de l'adultère se devait d'être traité avec légèreté et prudence. Toutes les scènes liées à ce thème devaient être suggérées. Ainsi, un fondu au noir est appliqué au moment où John Prentice s'apprête à embrasser sa maîtresse Nancy Harrisson. Toutefois, le plan complet est visible dans la bande-annonce de l'époque [1]. De même que la liaison entre Evelyn Prentice et Lawrence Kennard est évoquée par des regards et moments de silence. Un fondu au noir enchaînant une séquence montrant le couple assis côte-à-côte sur un canapé suggère qu'Evelyn était dans les bras de son amant. L'acte sexuel est lui aussi suggéré : plus explicite pour John Prentice avec Nancy Harrisson dans le train, avec prudence pour Lawrence Kennard avec Evelyn Prentice dans l'hôtel.

## Autour du film
- Première apparition de Rosalind Russell à l'écran[2]. L'actrice était apparue comme une possible concurrente à Myrna Loy [3].
- Tournage du 20 août à début octobre 1934[4].
- Troisième film du duo William Powell-Myrna Loy au cours de l'année 1934 après L'Introuvable et L'Ennemi public n°1.
- Référence à ce film dans l'Oreille Cassée (album de Tintin) page 7.